# SN 2002ao
SN 2002ao – supernowa typu Ic odkryta 25 stycznia 2002 roku w galaktyce UGC 9299. W momencie odkrycia miała maksymalną jasność 14,30m.